# Claude-Prosper Jolyot de Crébillon

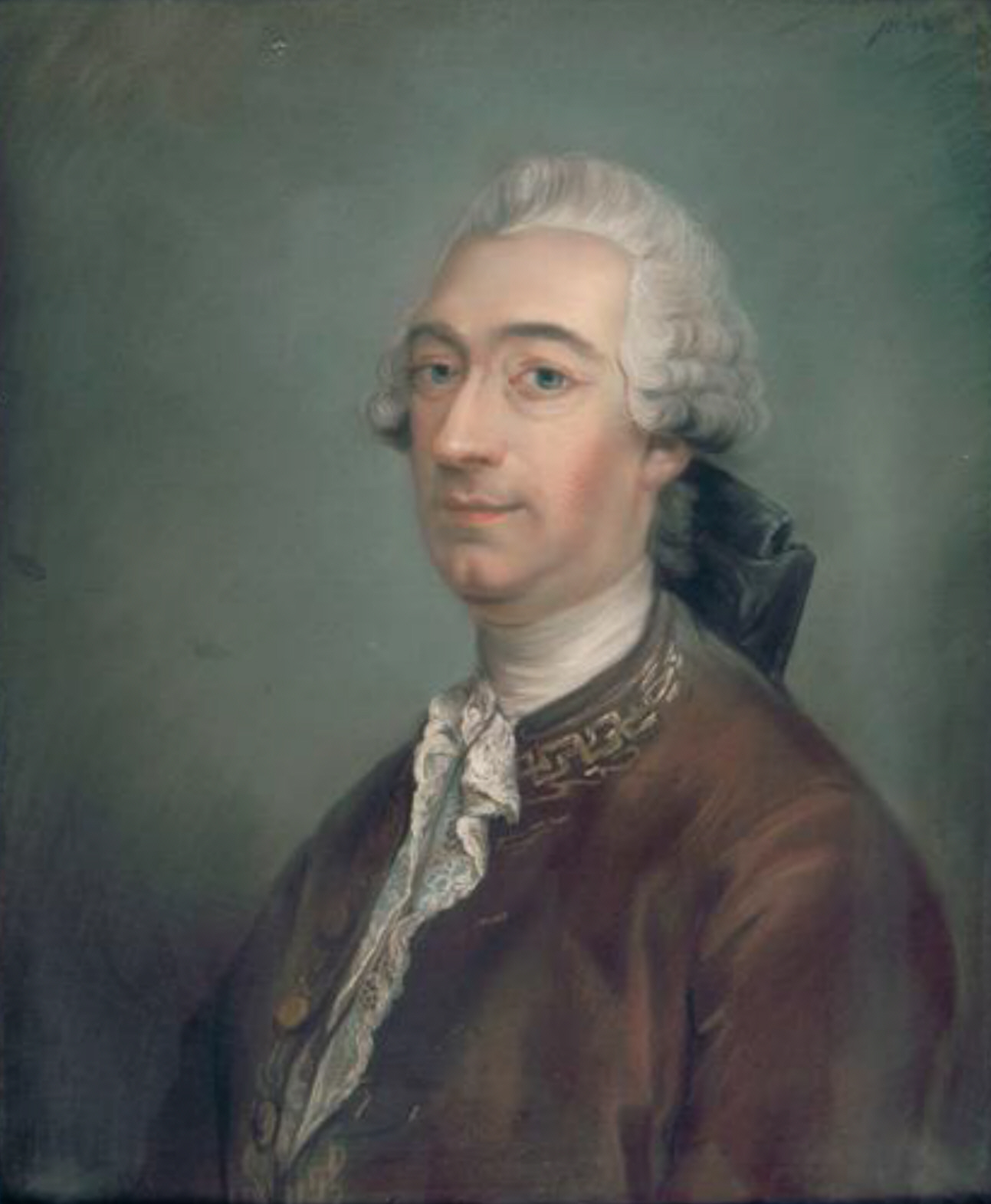
Claude-Prosper Jolyot de Crébillon

Claude-Prosper Jolyot de Crébillon (genannt Crébillon fils; * 14. Februar 1707 in Paris; † 12. April 1777 in Paris) war ein französischer Autor.

## Leben und Wirken
Er wurde als Sohn des Tragödiendichters Prosper Crébillon Jolyot, Seigneur de Crébillon (1674–1762) und dessen Frau, Marie Charlotte Péaget (ca. 1690–1711), Tochter eines Pariser Apothekers, geboren.
Er selbst heiratete am 23. April 1748 M. Henriette Stafford-Howard (1711–1755). Das Paar hatte einen Sohn, Madeleine Henry Jolyot Crébillon, der aber im Alter von vier Jahren verstarb.
Er wurde vor allem bekannt für seinen satirischen Schlüsselroman Tanzaï et Néadarné (Tanzai und Neadarne oder Der Schaumlöffel, 1734), den Roman in Icherzähler-Perspektive „Die Verirrungen von Herz und Geist“ (1736), die „moralische Erzählung“ Le Sopha (Der Sopha, 1742) und den „moralischen Dialog“ Le Hasard du coin du feu (Das Spiel des Zufalls am Kaminfeuer, 1763). Für seine libertinären Texte musste er mehrfach staatliche Repressionen hinnehmen, so wurde er nach der Veröffentlichung von Tanzaï et Néadarné zu einer mehrwöchigen Kerkerhaft im Vincennes verurteilt; als Reaktion auf Le Sopha wurde er aus Paris verbannt. Crébillon genoss die Protektion der Madame de Pompadour, ihr verdankte er auch das Amt des königlichen Zensors, Censure royale das zuvor schon sein Vater ausgeübt hatte. 1774 bis 1776 wirkte er auch als Theaterzensor. Crébillons Werke wurden im Deutschland der Aufklärung stark rezipiert; einige Schriften von Christoph Martin Wieland, darunter Die Abenteuer des Don Sylvio von Rosalva (1764) und Der goldene Spiegel (1772) sind von ihm beeinflusst.

## Deutsche Ausgaben
- Crébillon der Jüngere: Das Gesamtwerk in acht Bänden. Nach der Londoner Gesamtausgabe aus dem Jahre 1777 und nach Handschriften z. T. erstmals gedruckt / Herausgegeben und eingeleitet von Erich Loos. Von Erika Hönisch [u. a.] ins Deutsche übertragen. Mit einem Essay von Alain Bosquet über die Illustrationen der Ausgabe, Propyläen-Verlag Berlin, 1968–1970

- Der Sopha. Moralische Erzählungen. Aus dem Französischen des jüngern Herrn Crebillons, übersetzet. Zwey Theile. Pekin, zu finden in der Kayserlichen Hofbuchdruckerey 1765. Gestochenes Frontispiz, XII, 382, II Seiten. Erste deutsche Ausgabe